# Fomes
Genre
Fomes, « aliment du feu», en latin, amadouvier en français, est un genre de champignons de la famille des Polyporacées.

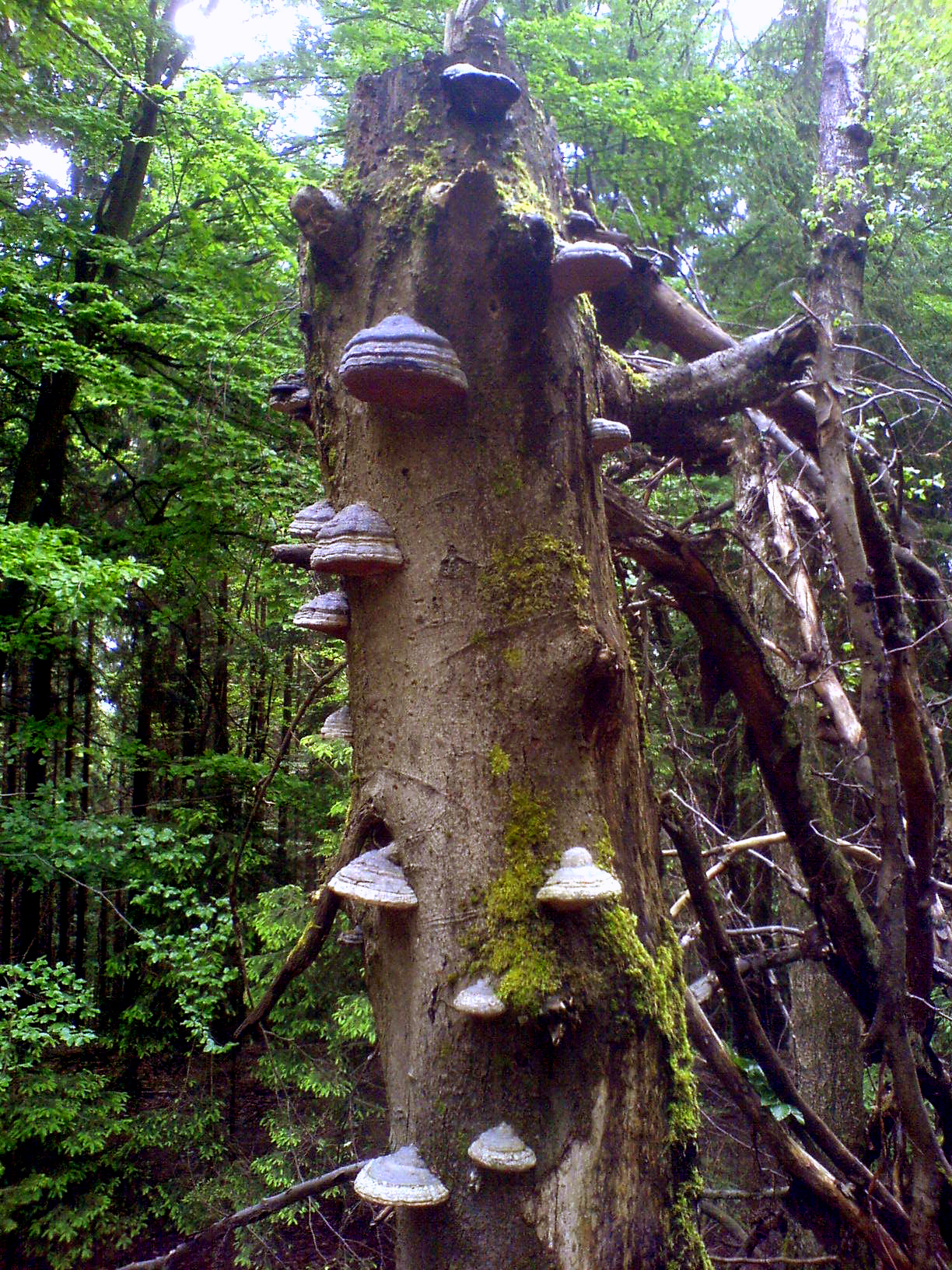
Amadouviers colonisant un arbre blessé

Ce genre a hébergé de nombreuses espèces de polyporacées - par exemple le  polypore du pin par la suite renommé Heterobasidion annosum - dont témoignent les 843 combinaisons listées dans Index Fungorum, avant d'en être progressivement dépouillé, entre autres par la création du genre Fomitopsis (les ressemblants à Fomes, ou « faux amadouviers »).
Le genre Fomes comprend maintenant une douzaine d'espèces, dont la plus connue est désignée par le pléonasme Fomes fomentarius, l'amadouvier. [Anciennement "Agaric du chêne" fournisseur d'amadou + vier (fournisseur)]

## Liste d'espèces
Selon Catalogue of Life (28 mars 2013) :
- Fomes chaquensis
- Fomes clelandii
- Fomes extensus
- Fomes fasciatus
- Fomes fomentarius
- Fomes fulvus
- Fomes haeuslerianus
- Fomes hemitephrus
- Fomes meliae
- Fomes nigrolaccatus
- Fomes pseudosenex